# دان سیمور
دان سیمور (انگلیسی: Dan Seymour؛ ۲۲ فوریهٔ ۱۹۱۵ – ۲۵ مهٔ ۱۹۹۳) یک هنرپیشه اهل ایالات متحده آمریکا بود.
از فیلم‌های او می‌توان به ماجرای مرموز و پرالتهاب اشاره کرد.